# Harrisia eriophora
Harrisia eriophora (Pfeiff.) Britton & Rose es una especie de planta fanerógama de la familia Cactaceae.

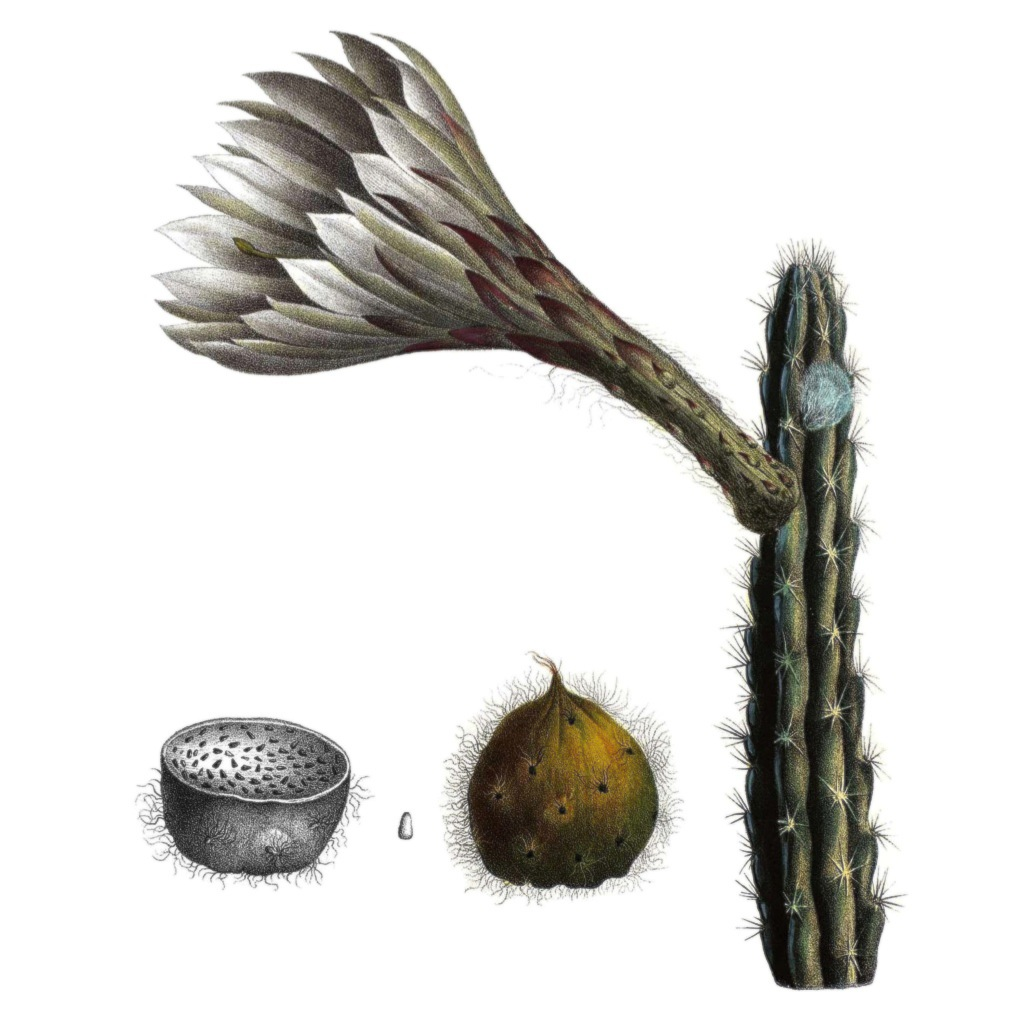
Ilustración

## Distribución
Es endémica de Cuba y Florida. Es una especie extremadamente rara en la vida silvestre. Harrisia eriophora se conserva debido a que se cultiva por sus frutos. Además, se han propuesto importantes medidas de conservación. La protección de otras especies de cactus en Cuba probablemente beneficie a H. eriophora. 

## Descripción
Harrisia eriophora crece en grupos densos arbustivos, con tallo erecto o inclinado alcanza una altura de 3-5 metros. Los primeros brotes verdes brillantes son luego verde oscuro y tienen un diámetro de hasta 4 cm o más. Tiene de ocho a doce salientes costillas  que presentan profundas aberturas. Las areolas contienen de 6 a 13 espinas en forma de aguja, de color marrón claro, gris o amarillo con una punta más oscura y de 2 a 4 cm de largo. Las flores alcanzan una longitud de 12 a 18 cm. Su tubo  con algunas escamas y ocupada por un largo pelo blanco. El fruto es esférico a obovado, sin brillo y de color amarillo a rojo, son comestibles y tienen un diámetro de hasta 6 cm.

## Taxonomía
Harrisia eriophora fue descrita por  (Pfeiff.) Britton & Rose y publicado en Bulletin of the Torrey Botanical Club 35(12): 562. 1908.
Etimología
Ver: Harrisia
eriophora epíteto latino que significa "lanudo".
Sinonimia
- Cereus eriophorus[4]